# Avram Hershko
Avram Hershko (en hongarès: Ferenc Herskó; en hebreu: אברהם הרשקו) (Karcag, Hongria 1937) és un biòleg i professor universitari israelià d'origen hongarès, guardonat amb el Premi Nobel de Química l'any 2004.

## Biografia
Va néixer el 31 de desembre de 1937 a la ciutat hongaresa de Karcag, l'any 1950 va emigrar amb tota la seva família a Israel. Va estudiar medicina a la Universitat Hebrea de Jerusalem, on es graduà el 1965, i posteriorment realitzà el seu doctorat en biologia l'any 1969.
Entre el 1965 i el 1967 prestà servei a les Forces de Defensa Israelianes com a metge. Actualment és cap del Departament de Bioquímica de l'Institut Rappaport d'Investigació en Medicina a l'Institut Israelià de Tecnologia o Technion de Haifa, i professor adjunt de patologia a la Universitat de Nova York.

## Recerca científica
Interessat en la degradació proteica, al costat d'Aaron Ciechanover al seu Laboratori de recerca del Technion i en col·laboració amb el nord-americà Irwin Rose, observà com aquesta degradació era regulada per la ubiquitina, una petita proteïna que apareix de manera natural a les cèl·lules eucariotes. Per aquest descobriment l'any 2004 fou guardonat, juntament amb Ciechanover i Irwin Rose, amb el Premi Nobel de Química.